# Paul Drosdek
Paul Drosdek (* 11. Januar 1878 in Ujest, Kreis Groß Strehlitz, Provinz Schlesien; † 5. Januar 1945 in Magdeburg) war ein deutsch-polnischer römisch-katholischer Geistlicher und Märtyrer.

## Leben
Paul Drosdek, Sohn eines Hutmachermeisters, wurde am 20. Juni 1903 in Breslau zum Priester geweiht. Die Stationen seines geistlichen Wirkens waren: Kaplan in Sohrau und in Schwientochlowitz (1908), Pfarrverwalter in Alt Schalkowitz (1911), erster Kaplan in Mikultschütz (1912). 1919 wurde er Pfarrer in Jendryssek (Kreis Tarnowitz). 1921 kam das Dorf durch Volksabstimmung zu Polen. Drosdek wurde 1925 Priester des Bistums Kattowitz.
Nach Hitlers Überfall auf Polen 1939 äußerte er sich abfällig über die NSDAP und wurde ein erstes Mal verhaftet, aber wieder freigelassen. Als er 1941 sagte, man werde sich noch einmal schämen müssen, ein Deutscher zu sein, wurde er denunziert und am 3. Dezember 1941 verhaftet. Ein Sondergericht in Oppeln verurteilte ihn am 4. Dezember 1942 zu drei Jahren Haft, und ein weiteres Sondergericht in Dresden am 14. Oktober 1943 zu weiteren drei Jahren. Dem KZ Dachau entging er wegen seines schlechten Gesundheitszustandes. Er kam in das Gefängnis Magdeburg und starb dort Anfang 1945 im Alter von 66 Jahren.
Sein Grab auf dem Sudenburger Friedhof in Magdeburg wird gepflegt. In Kalety-Jedrysek ist an seiner ehemaligen Pfarrkirche eine Gedenktafel angebracht.

## Gedenken
Die Römisch-katholische Kirche in Deutschland hat Paul Drosdek als Märtyrer aus der Zeit des Nationalsozialismus in das deutsche Martyrologium des 20. Jahrhunderts aufgenommen.  